# Roderick Nash
Roderick Frazier Nash (New York, 7 januari 1939) is een Amerikaans rafter, milieuhistoricus, auteur en professor emeritus in de geschiedenis en de milieuwetenschappen aan de Universiteit van Californië - Santa Barbara. 
Nash behaalde zijn bachelordiploma aan Harvard en doctoreerde bij Merle Curti aan de Universiteit van Wisconsin-Madison. Zijn doctoraatsthesis vormde de basis voor Wilderness and the American Mind (1967), dat een klassieker werd in het vakgebied van de ecologische geschiedenis. Aan de Universiteit van Californië - Santa Barbara richtte hij mee het eerste departement milieustudies in de Verenigde Staten op.
Nash speelde een prominente rol in de nasleep van de olieramp in Santa Barbara in 1969 met zijn Santa Barbara Declaration of Environmental Rights.
Naast zijn academische werk was hij een van de eerste professionele riviergidsen in de Verenigde Staten en verkende hij de wildernis van Noord-Amerika te water en te voet. Over raften schreef hij The Big Drops: Ten Legendary Rapids of the American West (1978).